# Providence Cove
Die Providence Cove (englisch für Bucht der Vorsehung, in Argentinien Caleta Providencia) ist eine durch Eisklippen begrenzte Bucht an der Fallières-Küste des Grahamlands auf der Antarktischen Halbinsel. Sie liegt an der Mündung des Remus-Gletschers im südöstlichen Winkel des Neny-Fjords.
Teilnehmer der British Graham Land Expedition (1934–1937) unter der Leitung des australischen Polarforschers John Rymill nahmen eine erste grobe Vermessung vor. Weitere Vermessungen erfolgten zwischen 1940 und 1941 durch Wissenschaftler der United States Antarctic Service Expedition (1939–1941), welche die Bucht so benannten, weil sie es als Zeichen der Vorsehung betrachteten, vermeintlich einfach und schnell einen passenden Ort für die East Base des Surveys gefunden zu haben. Schon bald stellte sich die Bucht als dafür ungeeignet heraus.